# Ulisse Dini
Ulisse Dini (1845-1918) va ser un matemàtic i polític italià, conegut pels seus treballs en funcions de variable real.

## Vida i Obra
Dini, fill d'una família modesta, va estudiar a la Scuola Normale Superiore de Pisa on es va graduar el 1864, el mateix any que arribaven a Pisa Eugenio Beltrami com catedràtic i Bernhard Riemann com visitant. El 1865 va obtenir una beca que el va permetre anar un any a estudiar a París, on ho va fer sota Charles Hermite i Joseph Bertrand.
En retornar a Pisa el 1866, va ser nomenat professor d'àlgebra i geodèsia de la universitat de Pisa i el 1871 va substituir el seu antic professor, Enrico Betti, en la càtedra d'anàlisi i geometria al passar aquest a la de física matemàtica. Aquest mateix any, Dini va iniciar la seva carrera política, en ser escollit regidor de l'ajuntament de Pisa. A partir de 1877 va combinar aquesta càtedra amb la d'anàlisi infinitesimal; va mantenir aquestes dues càtedres la resta de la seva vida.
Va ser rector de la universitat entre 1888 i 1890 i, a partir de 1908, també va ser director de la Escola Normal Superior. Al mateix temps, Dini no va dubtar mai en exposar el seu pretigi científic per a les seves campanyes electorals a la política: el 1880 va ser elegit diputat per Pisa del Parlament Italià i el 1892 va ser escollit senador del Regne d'Itàlia.
Dini és recordat pel seu teorema sobre les funcions implícites i per la avui coneguda com a Derivada de Dini. La seva obra més important se centra en el camp de les funcions de variable real, tema sobre el que va escriure un tractat amplament difós: Fondamenti per la teorica delle funzioni di variabili reali (1878) en el qual desenvolupava un programa estrictament rigorós de fonamentació d'aquestes funcions. Durant els primers anys de la seva carrera científica (1864-1870) també va fer recerca sobre geometria diferencial i equacions diferencials parcials.

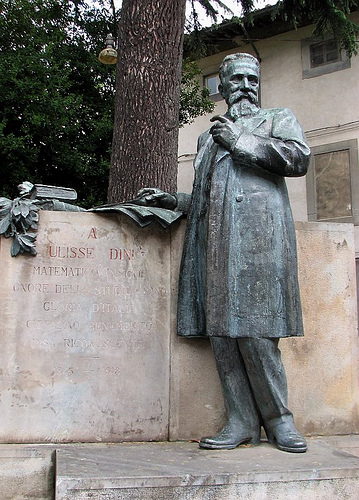
Monument a Ulisse Dini a Pisa